# Wilhelm Mayer (skladatel)
Wilhelm Mayer, pseudonym W. A. Rémy (10. června 1831 Praha – 22. ledna 1898 Štýrský Hradec) byl právník, hudební skladatel a pedagog.

## Život
Vystudoval práva na Karlově univerzitě v Praze a stal se státním úředníkem. Nejprve v Budapešti, poté ve Vídni a od roku 1862 již natrvalo ve Štýrském Hradci. Vedle práv studoval soukromě hudební teorii a skladbu u Karla Františka Pitsche. Již během studia komponoval a pro své umělecké snahy si zvolil pseudonym W. A. Rémy.
Ve Štýrském Hradci se stal ředitelem hudebního sdružení a vyhledávaným učitelem skladby. V roce 1865 byl doporučován na místo ředitele Pražské konzervatoře, ale zřejmě neměl dostatečný zájem, neboť se nedostavil ke zkouškám.
Jeho skladby uváděl na svých koncertech i Bedřich Smetana.

## Dílo (výběr)
- 3 symfonie
- Lesní víla (koncertní opera)
- Helena (symfonická báseň)
- Sardanapal (předehra ke stejnojmenné tragédii Lorda Byrona)
- Slovanské písně (orchestrální fantazie)
- Večerní písně (cyklus písní na slova Vítězslava Hálka)
- Máj (symfonická báseň podle Karla Hynka Máchy, nedokončena)
- Tři vícehlasé zpěvy pro smíšený sbor a cappella op. 1
- Čtyři písně pro alt s průvodem klavíru op. 4
- Dvě písně pro mezzosoprán s průvodem klavíru op. 13